# Montero Hoyos
Montero Hoyos ist eine Landstadt im Departamento Santa Cruz im Tiefland des südamerikanischen Anden-Staates Bolivien.

## Lage im Nahraum
Montero Hoyos ist der zentrale Ort des Kanton Montero Hoyos im Municipio Santa Cruz in der Provinz Andrés Ibáñez. Die Stadt liegt auf einer Höhe von 303 m am rechten Ufer des Río Grande, einem der längsten Flüsse im bolivianischen Tiefland, der an dieser Stelle eine Breite von 2300 m hat.

## Geographie
Montero Hoyos liegt im bolivianischen Tiefland östlich der Anden-Gebirgskette der Cordillera Central.
Die mittlere Durchschnittstemperatur der Region liegt bei 24 °C, der Jahresniederschlag beträgt etwa 1.000 mm (siehe Klimadiagramm Santa Cruz). Die Region weist ein tropisches Klima mit ausgeglichenem Temperaturverlauf auf, die Monatsdurchschnittstemperaturen schwanken nur unwesentlich zwischen 20 °C im Juli und 26 °C im Dezember. Die Monatsniederschläge liegen zwischen unter 50 mm in den Monaten Juli und August und über 150 mm im Januar.

## Verkehrsnetz
Montero Hoyos liegt in einer Entfernung von 51 Straßenkilometern südwestlich der Departamento-Hauptstadt Santa Cruz nahe der Stadt Puerto Pailas.
Von Santa Cruz aus führt die Nationalstraße Ruta 4/Ruta 9 in östlicher Richtung über Cotoca nach Puerto Pailas, überquert den Río Grande und teilt sich 14 Kilometer später in Pailón. Von hier aus führt die Ruta 4 über 587 Kilometer bis Puerto Suárez an der brasilianischen Grenze, die Ruta 9 führt 1.175 Kilometer nach Norden bis Guayaramerín. In Puerto Pailas zweigt eine Landstraße in nordwestlicher Richtung von der Nationalstraße 4/9 ab und erreicht nach vier Kilometern Montero Hoyos.

## Bevölkerung
Die Einwohnerzahl der Ortschaft ist in den vergangenen beiden Jahrzehnten auf etwa das Doppelte angestiegen:
| Jahr | Einwohner | Quelle       |
| ---- | --------- | ------------ |
| 1992 | 985       | Volkszählung |
| 2001 | 1512      | Volkszählung |
| 2012 | 1848      | Volkszählung |
| 2024 |           | Volkszählung |

Die Region weist einen gewissen Anteil an Quechua-Bevölkerung auf, im Municipio Santa Cruz sprechen 12,0 Prozent der Bevölkerung Quechua.